# Elecciones municipales de Andahuaylas de 2006
Las elecciones municipales de Andahuaylas de 2006 se llevaron a cabo el 19 de noviembre de 2006 para elegir al alcalde y al Concejo Provincial de Andahuaylas para el periodo 2007-2010. La elección se celebró simultáneamente con elecciones regionales y municipales (provinciales y distritales) en todo el Perú.

## Sistema electoral
La Municipalidad Provincial de Andahuaylas es el órgano administrativo y de gobierno de la provincia de Andahuaylas. Está compuesta por el alcalde y el Concejo Provincial.
La votación del alcalde y el concejo se realiza en base al sufragio universal, que comprende a todos los ciudadanos nacionales mayores de dieciocho años, empadronados y residentes en la provincia de Andahuaylas y en pleno goce de sus derechos políticos, así como a los ciudadanos no nacionales residentes y empadronados en la provincia de Andahuaylas.
El Concejo Provincial de Andahuaylas está compuesto por 11 regidores elegidos por sufragio directo para un período de cuatro (4) años, en forma conjunta con la elección del alcalde (quien lo preside). La votación es por lista cerrada y bloqueada. Se asigna a la lista ganadora los escaños según el método d'Hondt o la mitad más uno, lo que más le favorezca.

## Composición del Concejo Provincial de Andahuaylas
La siguiente tabla muestra la composición del Concejo Provincial de Andahuaylas antes de las elecciones.
| Partidos | Partidos                  | Regidores |
| -------- | ------------------------- | --------- |
|          | Frente Popular Llapanchik | 7         |
|          | Perú Posible              | 2         |
|          | Todas las Sangres         | 1         |
|          | Acción Popular            | 1         |

## Partidos y candidatos
A continuación se muestra una lista de los principales partidos y alianzas electorales que participaron en las elecciones:
| Candidatura | Candidatura       | Partidos y alianzas                                                     | Candidatos | Candidatos                     | Ideología                                        | Resultado previo | Resultado previo | Ref. |
| Candidatura | Candidatura       | Partidos y alianzas                                                     | Candidatos | Candidatos                     | Ideología                                        | Votos (%)        | Reg.             | Ref. |
| ----------- | ----------------- | ----------------------------------------------------------------------- | ---------- | ------------------------------ | ------------------------------------------------ | ---------------- | ---------------- | ---- |
|             | Llapanchik        | Lista - Frente Popular Llapanchik (Llapanchik)                          |            | Víctor Molina Quintana         | Regionalismo apurimeño                           | 24.99%           | 7                |      |
|             | Todas las Sangres | Lista - Movimiento Macrorregional Todas las Sangres (Todas las Sangres) |            | Edgar Villanueva Núñez         | Regionalismo apurimeño                           | 11.67%           | 1                |      |
|             | APRA              | Lista - Partido Aprista Peruano (APRA)                                  |            | Alejandro Barrientos Truyenque | Aprismo                                          | 7.01%            | 0                |      |
|             | UPP               | Lista - Unión por el Perú (UPP)                                         |            | Víctor Campos Vilchez          | Nacionalismo de izquierda Socialdemocracia       | 5.25%            | 0                |      |
|             | Sí Cumple         | Lista - Agrupación Independiente Sí Cumple (Sí Cumple)                  |            | Pedro Pregúntegui Mantilla     | Fujimorismo Populismo de derecha                 | Nuevo            | Nuevo            |      |
|             | AvP               | Lista - Avanza País - Partido de Integración Social (AvP)               |            | María Olarte Ambia             | Socialdemocracia Etnocacerismo                   | Nuevo            | Nuevo            |      |
|             | FN                | Lista - Fuerza Nacional (FN)                                            |            | Lucio Ruiz Ascho               | Conservadurismo social Liberalismo económico     | Nuevo            | Nuevo            |      |
|             | PNP               | Lista - Partido Nacionalista Peruano (PNP)                              |            | Rosa Béjar Jiménez             | Socialismo democrático Nacionalismo de izquierda | Nuevo            | Nuevo            |      |
|             | Kallpa            | Lista - Movimiento Popular Kallpa (Kallpa)                              |            | Antonio Medina Ortiz           | Regionalismo apurimeño                           | Nuevo            | Nuevo            |      |
|             | MINKA             | Lista - Movimiento de Integración Kechwa Apurímac (MINKA)               |            | Henry León Moscoso             | Regionalismo apurimeño                           | Nuevo            | Nuevo            |      |

## Resultados

### Sumario general
| |                                                                 |              |              |              |           |           |  |  |
| Partidos y coaliciones | Partidos y coaliciones                                          | Voto popular | Voto popular | Voto popular | Regidores | Regidores |  |  |
| Partidos y coaliciones | Partidos y coaliciones                                          | Votos        | %            | ±pp          | Total     | +/−       |  |  |
| | Frente Popular Llapanchik (Llapanchik)                          | 10,174       | 19.03        | –5.96        | 7         | ±0        |  |  |
| | Movimiento Macroregional Todas las Sangres (Todas las Sangres)1 | 7,571        | 14.16        | +2.49        | 1         | ±0        |  |  |
| | Unión por el Perú (UPP)2                                        | 7,016        | 13.12        | +7.87        | 1         | +1        |  |  |
| | Movimiento Popular Kallpa (Kallpa)                              | 6,865        | 12.84        | Nuevo        | 1         | +1        |  |  |
| | Partido Aprista Peruano (APRA)                                  | 6,654        | 12.45        | +5.44        | 1         | +1        |  |  |
| | Agrupación Independiente Sí Cumple (Sí Cumple)                  | 4,175        | 7.81         | Nuevo        | 0         | ±0        |  |  |
| | Partido Nacionalista Peruano (PNP)                              | 3,623        | 6.78         | Nuevo        | 0         | ±0        |  |  |
| | Movimiento de Integración Kechwa Apurímac (MINKA)               | 3,552        | 6.64         | Nuevo        | 0         | ±0        |  |  |
| | Avanza País (AvP)                                               | 2,766        | 5.17         | Nuevo        | 0         | ±0        |  |  |
| | Fuerza Nacional (FN)                                            | 1,065        | 1.99         | Nuevo        | 0         | ±0        |  |  |
| |                                                                 |              |              |              |           |           |  |  |
| Total | Total                                                           | 53,461       |              |              | 11        | ±0        |  |  |
| |                                                                 |              |              |              |           |           |  |  |
| Votos válidos | Votos válidos                                                   | 53,461       | 79.32        | –0.98        |           |           |  |  |
| Votos en blanco | Votos en blanco                                                 | 8,562        | 12.70        | +2.47        |           |           |  |  |
| Votos nulos | Votos nulos                                                     | 5,373        | 7.97         | –1.50        |           |           |  |  |
| Votos emitidos | Votos emitidos                                                  | 67,396       | 85.78        | +5.38        |           |           |  |  |
| Abstenciones | Abstenciones                                                    | 11,171       | 14.22        | –5.38        |           |           |  |  |
| Votantes registrados | Votantes registrados                                            | 78,567       |              |              |           |           |  |  |
| |                                                                 |              |              |              |           |           |  |  |
| Fuente: |                                                                 |              |              |              |           |           |  |  |
| Notas al pie: 1 Comparado con los resultados de Todas las Sangres (Todas las Sangres) en las elecciones de 2002. 2 Comparado con los resultados de Agrupación Independiente Unión por el Perú - Frente Amplio (UPP) en las elecciones de 2002. |                                                                 |              |              |              |           |           |  |  |
| Notas al pie: |                                                                 |              |              |              |           |           |  |  |
| 1 Comparado con los resultados de Todas las Sangres (Todas las Sangres) en las elecciones de 2002. 2 Comparado con los resultados de Agrupación Independiente Unión por el Perú - Frente Amplio (UPP) en las elecciones de 2002.               |                                                                 |              |              |              |           |           |  |  |

## Elecciones municipales distritales

### Resultados por distrito
La siguiente tabla enumera el control de los distritos de la provincia de Andahuaylas. El cambio de mando de una organización política se resalta del color de ese partido.
| Distrito                   | Alcalde(sa) titular        | Partido político | Partido político          | Alcalde(sa) electo(a)      | Partido político | Partido político           |
| -------------------------- | -------------------------- | ---------------- | ------------------------- | -------------------------- | ---------------- | -------------------------- |
| Andarapa                   | Juan Vásquez Vizcaíno      |                  | Frente Popular Llapanchik | Agapito Leguía Guzmán      |                  | Todas las Sangres          |
| Chiara                     | Alberto de la Cruz Salcedo |                  | Primero Perú              | Gabino Cartolin Altamirano |                  | Unión por el Perú          |
| Huancarama                 | Francisco León Vega        |                  | Perú Posible              | Carlos Cavero Contreras    |                  | Partido Aprista Peruano    |
| Huancaray                  | Teobaldo Villa Calderón    |                  | Todas las Sangres         | Macedonio Mallcco Matute   |                  | Frente Popular Llapanchik  |
| Huayana                    | Clemente Urpi Romero       |                  | Perú Posible              | Hermelinda Pareja Urpi     |                  | Partido Aprista Peruano    |
| Kaquiabamba                | Lorenzo Franco Sánchez     |                  | Acción Popular            | Rubén Vivanco Ccoicca      |                  | Frente Popular Llapanchik  |
| Kishuará                   | Cecilio Quispe Pichihua    |                  | Acción Popular            | Ruben Hurtado Vera         |                  | Restauración Nacional      |
| Pacobamba                  | Rómulo Pedraza Pacheco     |                  | Frente Popular Llapanchik | Fredy Trocones Villcas     |                  | Frente Popular Democrático |
| Pacucha                    | Mauro Medina Ramírez       |                  | Frente Popular Llapanchik | Óscar Franco Navarro       |                  | Movimiento Popular Kallpa  |
| Pampachiri                 | Wilfredo Chipana Fernández |                  | Acción Popular            | Wilfredo Chipana Fernández |                  | Sí Cumple                  |
| Pomacocha                  | Abelardo Ccaccya Ccopa     |                  | Frente Popular Llapanchik | Abelardo Ccaccya Ccopa     |                  | Frente Popular Llapanchik  |
| San Antonio de Cachi       | Alejandro Infanzón Ludeña  |                  | Acción Popular            | Esteban Astuquillca Arcce  |                  | Movimiento Popular Kallpa  |
| San Jerónimo               | Juan Vivanco Naveros       |                  | Primero Perú              | Óscar Rojas Palomino       |                  | Unión por el Perú          |
| San Miguel de Chaccrapampa | Víctor Palomino Solgada    |                  | Unión por el Perú         | Felix Vargas Loa           |                  | Frente Popular Llapanchik  |
| Santa María de Chicmo      | Edwin López Zevallos       |                  | Acción Popular            | Herminio Ortiz Guizado     |                  | Todas las Sangres          |
| Talavera                   | Elías Romero Lagos         |                  | Perú Posible              | Juan Reynoso Gutiérrez     |                  | Movimiento Popular Kallpa  |
| Tumay Huaraca              | Luisa Chávez de Yllahuaman |                  | Todas las Sangres         | Rufino Taipe Huamaní       |                  | Unión por el Perú          |
| Turpo                      | Prudencio Huamán Herbas    |                  | Frente Popular Llapanchik | Antonio Beltrán Sánchez    |                  | Frente Popular Llapanchik  |